# Wojskowa Komenda Uzupełnień w Ostródzie

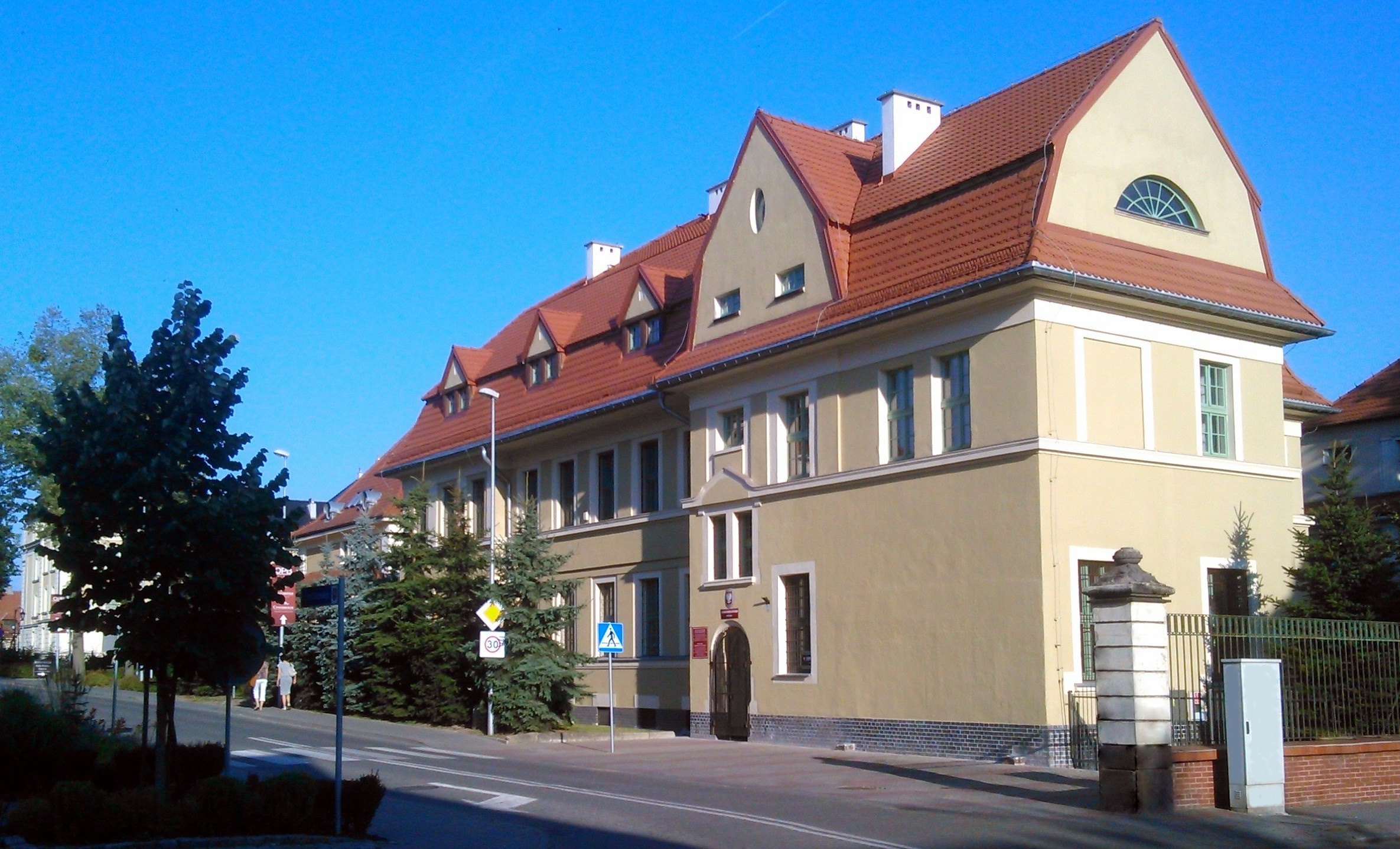
Siedziba WKU w Ostródzie

Wojskowa Komenda Uzupełnień w Ostródzie – terenowy organ administracji wojskowej. Stanowi zasadnicze ogniwo zabezpieczające mobilizacyjne rozwinięcie jednostek wojskowych na administrowanym terenie. Podlega Wojewódzkiemu Sztabowi Wojskowemu w Olsztynie.

## Formowanie i zmiany organizacyjne
11 września 1945 roku przybył do Ostródy kpt. Henryk Kenig, który rozkazem Naczelnego Dowódcy Wojska Polskiego (Nr 2779) został wyznaczony na Komendanta Rejonowej Komendy Uzupełnień (RKU) z zadaniem utworzenia administracji wojskowej na odzyskanych terenach. W 1958 roku w wyniku reorganizacji zasięgu działania okręgów wojskowych RKU zostają przemianowane na Wojskowe Komisje Rekrutacyjne (…). 15.02.1962r. zarządzeniem Szefa Sztabu WOW nr 014/Org. z dn. 21.01.1962 Wojskową Komendę Rekrutacyjną Ostróda przeformowano według etatu nr 15/56 do kat. 7 zmieniając jednocześnie dotychczasową nazwę na Wojskową Komendę Rejonową (WKR). Zgodnie z zarządzeniem organizacyjnym Zastępcy Dowódcy Warszawskiego Okręgu Wojskowego do spraw Obrony Terytorialnej nr 0107/Org. z dn. 24 grudnia 1964, rozkazem nr 01 z dn. 08 stycznia 1965 sformowano w miejsce dotychczasowego WKR Powiatowy Sztab Wojskowy (PSzW) Ostróda. Zasięgiem terytorialnym PSzW objął powiaty Ostróda i Iława (…). W 1975 roku w wyniku reorganizacji administracji państwowej w miejsce PSzW sformowano Wojskowe Komendy Uzupełnień (WKU). Kolejna zmiana podziału administracyjnego Rzeczypospolitej Polskiej nastąpiła w 1999. W wyniku tych zmian nastąpił nowy podział administracyjny. Obecnie WKU w Ostródzie administruje na terenie powiatów Ostróda, Iława, Działdowo i Nowe Miasto Lubawskie. Zgodnie z Zarządzeniem Nr 110/MON Ministra Obrony Narodowej z dnia 5 października 2012 r., zmieniającym zarządzenie w sprawie ustanowienia świąt wojskowych oraz sposobu ich obchodzenia w Siłach Zbrojnych Rzeczypospolitej Polskiej, dzień 27 października został ustanowiony Świętem Terenowych Organów Administracji Wojskowej.

## Obszar działania

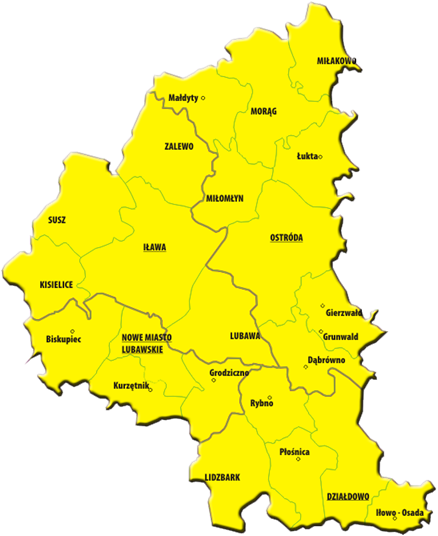
Teren administrowany przez WKU w Ostródzie

Obszarem działania Wojskowej Komendy Uzupełnień w Ostródzie są miasta i gminy objęte zasięgiem administrowania powiatów: ostródzkiego, iławskiego, działdowskiego oraz nowomiejskiego. Obszar o powierzchni 5528 km², zamieszkały przez około 320 tys. ludności. Skupia 27 gmin (5 gmin miejskich, 7 gmin miejsko-gminnych i 22 gmin wiejskich). Średnia gęstość zaludnienia wynosi 57 osób na 1 km².

## Struktura organizacyjna
Strukturę organizacyjną wojskowej komendy uzupełnień tworzą wydziały:
1. planowania mobilizacyjnego i administrowania rezerwami;
2. rekrutacji.

Do kierowniczych stanowisk wojskowych komend uzupełnień należą:
1. wojskowy komendant uzupełnień;
2. zastępca wojskowego komendanta uzupełnień- szef wydziału planowania mobilizacyjnego i administrowania rezerwami;
3. szef wydziału rekrutacji.

## Komendanci Instytucji
Lista zawiera komendantów RKU, WKR, PSzW i WKU:

1. kpt. Henryk Kenig (1945-1946)
2. kpt. Franciszek Sentowski (1946-1948)
3. kpt. Stefan Misztal (1948-1950)
4. mjr Eugeniusz Bałamanowicz (1950-1952)
5. kpt. Antoni Rorbach (1952-1954)
6. por. Jerzy Mossakowski (1954-1956)
7. kpt. Roman Młotkowski (1956-1965)
8. ppłk Wiktor Milkiewicz (1965-1966)
9. płk dypl. Kazimierz Piasecki (1966-1983)
10. płk dypl. Jan Chodukiewicz (1983-1996)
11. płk Zenon Małachowski (1996-2003)
12. ppłk Krystian Bagiński (2003-2007)
13. ppłk Jarosław Babalski (2008-2012)
14. ppłk Adam Basak (2013-2020)
15. ppłk Arkadiusz Mojsik (od 23.11.2020)